# Dæk (bygning)
 For alternative betydninger, se Dæk. (Se også artikler, som begynder med Dæk)
Indenfor arkitektur er et dæk en vandret flad overflade som kan bære vægt - og som ligner et gulv, men er typisk konstrueret til udendørsbrug, ofte hævet over jorden, og sædvanligvis forbundet til en bygning. Termen er en generelisering af skibsdæk.